# 尤利烏什·斯沃瓦茨基
尤利烏什·斯沃瓦茨基（波蘭語：Juliusz Słowacki，1809年9月4日—1849年4月3日） 是一位波蘭浪漫主義詩人。他被認為是波蘭文學、波蘭浪漫主義時期的重要人物，波蘭現代戲劇之父。他的作品往往具有斯拉夫神話、波蘭歷史、神秘主義、東方元素。他的風格包括新詞和諷刺。他的主要作品是戲劇，但也創作抒情詩。
尤利烏什·斯沃瓦茨基在西克莱（Western Krai）、克列梅涅茨、維爾紐斯（立陶宛）度過青年時代。他短暫於波蘭王國政府工作。在1830年波蘭起義中，他是波蘭革命政府信使。當起義以失敗告終，他在國外與許多同胞一樣過著流亡生活。
他定居在法國巴黎，後來在瑞士日內瓦。他還走遍意大利、希臘和中東。最後他又回到巴黎，在那裡度過生命的最後十年。

## 外部連結
- Slowacki´s biography （页面存档备份，存于）
- A multililngual site created by Dr. Z. W. Wolkowski for the sesquicentennial of Słowacki's death, containing biographical texts, poetry, translations and other information about the poet. （页面存档备份，存于）
- . . 1920.
- Juliusz Słowacki at culture.pl （页面存档备份，存于）